# Otium
Otium cum dignitate (latin: 'vila (eller 'fred') med värdighet'). Lugnt och hedersamt privatliv efter väl förrättat livsverk. 
Romarna uppfattade arbete som ett nödvändigt ont, och begreppet otium stod för all sorts frihet från plikter och uppbundenhet; ett idealtillstånd som möjliggjorde bildning, konstnärskap och njutning – alltså sysselsättningar utan materiell vinning som mål. Uttrycket förekommer hos Cicero i Pro Sestio, där han skriver om att de som styr staten har till uppgift att ge medborgarna "…cum dignitate otium" – 'fred med värdighet' i Gerhard Bendz översättning.
I svenska språket förekommer uttrycket njuta sitt otium.
Ordet 'otium' uttalas 'otsium'.